# Ópera de Gotemburgo
A Ópera de Gotemburgo (em sueco: Göteborgsoperan;  PRONÚNCIA) é um teatro de ópera na cidade de Gotemburgo, na Suécia.
O seu proprietário é a Região Västra Götaland, e tem por missão "Dar a todos os habitantes da região acesso à ópera, à dança e ao teatro musical".

Está situada perto do centro da cidade - na margem do rio Göta älven, junto ao cais Packhuskajen e à doca de Lilla Bommen.                                                                                      
 
Seu edifício foi projetado por Jan Izikovitz, e inaugurado em 1994.

Tem uma área de 28 700 metros quadrados, com 160 m de comprimento e 85 m de largura e 32 m de altura.
Seu auditório principal tem 500 metros quadrados, com 1 300 lugares, e é iluminado por 1 000 holofotes.

Além de óperas, são apresentados espetáculos de ballet, assim como musicais e shows. Os visitantes podem também dispor de um restaurante muito frequentado.